# NGC 6282
NGC 6282 est une lointaine galaxie spirale barrée située dans la constellation d'Hercule. Sa vitesse par rapport au fond diffus cosmologique est de 10 532 ± 37 km/s, ce qui correspond à une distance de Hubble de 155,3 ± 10,9 Mpc (∼507 millions d'al). NGC 6282 a été découverte par l'astronome allemand Albert Marth en 1864.